# Lushnja
Lushnja (alb. Lushnjë/Lushnja, w miejscowym dialekcie Lushnje/Lushnja) – miasto w środkowo-zachodniej Albanii w okręgu Lushnja w obwodzie Fier. Według danych z 2003 w mieście żyje 38 tys. ludzi.
Lushnja została założona w średniowieczu przez turecką wdowę, nazywaną Salushe. Wybudowała ona odnawialny punkt w drodze z Durrës do Berat. Miasto nosiło nazwę Salushe przez wiele lat. Jeszcze pod koniec 2000 rdzenni mieszkańcy Albanii mówili na miasto Lushnja – Salushe.
W styczniu 1920 miasto zostało na krótko stolicą Albanii i miejscem kongresu w Lushnji. Lushnja jest obecnie głównym producentem warzyw i owoców w Albanii.